# Xã Riverside, Quận Cook, Illinois
Xã Riverside (tiếng Anh: Riverside Township) là một xã thuộc quận Cook, tiểu bang Illinois, Hoa Kỳ. Năm 2010, dân số của xã này là 15.594 người.